# Ристе
Ристе (њем. Rieste) општина је у њемачкој савезној држави Доња Саксонија. Једно је од 34 општинска средишта округа Оснабрик. Према процјени из 2010. у општини је живјело 3.256 становника. Посједује регионалну шифру (AGS) 3459031.

## Географски и демографски подаци
Ристе се налази у савезној држави Доња Саксонија у округу Оснабрик. Општина се налази на надморској висини од 39 метара. Површина општине износи 30,6 km². У самом мјесту је, према процјени из 2010. године, живјело 3.256 становника. Просјечна густина становништва износи 106 становника/km².

## Међународна сарадња
| Мјесто | Држава | Врста сарадње | Од    |
| ------ | ------ | ------------- | ----- |
|        | Пољска | партнерство   | 1994. |
| Извор  |        |               |       |